# Andreas Eschbach
Andreas Eschbach (Ulm, 1959. szeptember 15. –) német sci-fi-szerző.

## Élete
Stuttgartban repülő- és űrhajózási mérnöknek tanult, de nem diplomázott le, inkább szoftverfejlesztői munkákat vállalt.

## Munkássága
Közben az írással is megpróbálkozott, első elbeszélése a nagy múltú Perry Rhodan-füzetek egy 1975-ös számában jelent meg. A publikálás lehetősége a ’90-es évek elején kezdte komolyabban foglalkoztatni. Először további novellák kerültek ki keze alól, majd 1995-ben egy regény, a Hajszőnyegszövők. Ezt a kötetet azóta több nyelvre lefordították, magyarul is megjelent a Galaktika Fantasztikus Könyvek sorozatában, és Európa-szerte irodalmi díjakat nyert. A siker nyomán a szerző még egyszer visszatért a Hajszőnyegszövők univerzumához, hogy egy előzményben (Quest, 2001) több ezer évvel korábbi eseményeket meséljen el, a klasszikus űroperák stílusában.
Második regénye, a Solarstation (1996) inkább thrillerként jellemezhető, de izgalmas cselekménye egy japán űrállomáson játszódik. A Kelwitts Stern (1999) az E. T.-t parodizálja, de a sztorit Dél-Németországba helyezi át. Az ezredforduló óta fokozatosan távolodni látszik az SF-től, bár bestsellerei azóta is többnyire a tematika peremvidékén mozognak.
A magyarul is megjelent A Jézus-videó (1998) történetének alapját egy időutazás adja, az Eine Billion Dollar (2001) főhőse mesés vagyont örököl azzal a kikötéssel, hogy jobbítania kell az emberiség életén, az Összeomlás (2007) pedig egy új olajválságot vizionál. Megjelentek még ifjúsági regényei és Perry Rhodan-füzetei, emellett 2004-ben SF-antológiát szerkesztett, valamint az interneten oktatja is az írást. Ha díjai számát nézzük, alighanem ő a legelismertebb európai SF-szerző, és a kritikusokhoz hasonlóan az olvasók is rajonganak műveiért.

## Művei
- Hajszőnyegszövők (Die Haarteppichknüpfer) (1995)
- Solarstation (1996)
- A Jézus-videó (Jesus Video) (1998)
- Kelwitts Stern (1999)
- Quest (2001)
- Egybillió dollár (Eine Billion Dollar) (2001)
- Összeomlás (Ausgebrannt) (2007)
- Németország királya (Ein König für Deutschland) (2009)
- Mindenek ura (Herr aller Dinge) (2011)
- Todesengel (2013)
- Der Jesus-Deal (2014)

## Magyarul
- A Jézus-videó; ford. Toronyi Gyöngyi; Aranyszarvas, Nyíregyháza, 2007
- Hajszőnyegszövők; ford. Varga Csaba; Metropolis Media, Bp., 2009 (Galaktika fantasztikus könyvek)
- Összeomlás. Ökothriller; ford. Varga Csaba Béla; Metropolis Media, Bp., 2011

## Díjai
- Kurd Laßwitz-díj (2012, 2010, 2009, 2008, 2004, 2002, 1999, 1997)
- Német Science-Fiction Díj